# Holger Norrman
Ernst Holger Norrman, född den 17 maj 1906 i Helsingborg, död där den 20 januari 1978, var en svensk jurist. Han var bror till Folke Ripas första hustru.
Norrman avlade studentexamen i Helsingborg 1924 och juris kandidatexamen vid Lunds universitet 1929. Han genomförde tingstjänstgöring vid Södra Åsbo och Bjäre domsaga 1930–1933. Sistnämnda år påbörjade Norrman advokatverksamhet i Helsingborg. Han blev ledamot av Sveriges advokatsamfund 1948 och överförmyndare samma år. Norrman vilar på Vikens gamla kyrkogård.